# Grimpar brun
Xiphorhynchus fuscus
Espèce
Répartition géographique
Statut de conservation UICN

 LC  : Préoccupation mineure
Le Grimpar brun (Xiphorhynchus fuscus) est une espèce d'oiseaux appartenant à la famille des Fringillidae.

## Habitat
Il vit dans les forêts humides de plaine ou de montagne subtropicales et tropicales.

## Répartition et sous-espèces
Selon la classification de référence du Congrès ornithologique international (15.1, 2025) il se répartit en trois sous-espèces (ordre phylogénique) :
- X. f. pintoi Longmore & Silveira, 2005 — est du Brésil ;
- X. f. tenuirostris (Lichtenstein, 1820) — littoral est brésilien (jusqu'au rio Doce) ;
- X. f. fuscus (Vieillot, 1818) — sud-est du Brésil, est du Paraguay et selva misionera (es).

## Synonyme
- Lepidocolaptes fuscus (Vieillot, 1818)